# Igra staklenih perli
Igra staklenih perli je bila jugoslovanska psihedelično rockovska skupina, ki je nastala leta 1976 v Beogradu. Člani so jo poimenovali po romanu Hermana Hesseja Igra steklenih biserov (nem. Das Glasperlenspiel).

## Zgodovina
Prvotno zasedbo so sestavljali: Zoran Lakić (klaviature), Vojkan Rakić (kitara), Predrag Vuković (tolkala) in Draško Nikodijević (bas in vokal). Konec leta 1977 se jim je pridružil bobnar Dragan Soć. Medtem so igrali v beograjskih klubih in se pripravljali na snemanje prvega albuma v naslednjem letu, ki pa je bil izdan šele leta 1979. Nikodijevića je na snemanju drugega albuma Vrt svetlosti istega leta zamenjal Slobodan Trbojević. Svoj zadnji koncert, ki je bil posvečen obletnici glasbene revije ITD so imeli leta 1985 v beograjskem Sava centru.
Nikodijević in Rakić sta pozneje ustanovila post-punk/neo-psihedelični White Rabbit Band. V poznih osemdesetih sta se preselila v ZDA, kjer sta nadaljevala z ustvarjanjem pod imenom White Rabbit Cult. Ostali člani so z nemškim založnikom Thomasom Wernerjem na začetku devetdesetih izdali tri koncertne albume s starim materialom.

## Glasba
Oba studijska albuma, ki sta bila med poslušalci dobro sprejeta, sta po zvoku zelo podobna zgodnjim Pink Floydom in Hawkwindu pa tudi nemškemu krautrocku, predvsem skupinam Can, Tangerine Dream in Gong. Njihovo poznejšo neuspešnost lahko pripisujemo tedanji priljubljenosti novega vala, ki se je približeval punku in je zelo drugačen od njihovega zvoka.
Skladba »Pećurka« z njihovega prvenca močno spominja na pesem »Mushroom« z albuma Tago Mago skupine Can. Enaki sta po naslovu (prevod obeh naslovov v slovenščini je »Goba«) in po nekaj verzih v besedilu. Prav tako je skladba »Putovanje u plavo« po mnenju mnogih kopija »Set the Controls for the Heart of the Sun« z albuma A Saucerful of Secrets skupine Pink Floyd.

## Diskografija
- Igra staklenih perli (1979)
- Vrt svetlosti (1980)
- Soft Explosion Live (1991, v živo)
- Inner Flow (1991, kompilacija)
- Drives (1993, v živo)